# Aditrochus gnirensis
Aditrochus gnirensis är en stekelart som beskrevs av Fidalgo 1993. Aditrochus gnirensis ingår i släktet Aditrochus och familjen puppglanssteklar. Inga underarter finns listade i Catalogue of Life.